# Hendrik Ferdinand van In- en Kniphuisen
Hendrik Ferdinand des H.R. Rijksvrijheer von Inn- und Kniphausen, heer van Ulrum c.a., (Groningen, gedoopt 14 november 1666 – Ulrum, 3 april 1716) was een Nederlands politicus.

## Leven en werk
Von Inn- und Kniphausen, lid van de familie Von Innhausen und Kniphausen, werd in 1666 geboren als zoon van Haro Casper des H.R. Rijksvrijheer von Inn- und Kniphausen, heer van Lütetsburg (1646-1696) en Petronella Anna Lewe, vrouwe van Asinghaborg (1648-1686). Hij was aanvankelijk curator van de Universiteit van Groningen. Nadien was hij lid van Gedeputeerde Staten van Groningen in de periode van 1695 tot 1716. Vervolgens was hij gecommitteerde in de Raad van State, gedeputeerde naar de Staten-Generaal en raad ter Admiraliteit van Friesland. 
Von Inn- und Kniphausen trouwde te Haren op 22 januari 1693 met Ave (Aurelia) Jarges (1665-1702). Hij bewoonde de borg Asingaborg en was heer van Ulrum. Hij overleed in 1716 op de borg.